# Obernai
Obernai település Franciaországban, Bas-Rhin megyében. Lakosainak száma 12 303 fő (2022. január 1.). Obernai Ottrott, Barr, Bernardswiller, Bischoffsheim, Bœrsch, Goxwiller, Heiligenstein, Krautergersheim, Meistratzheim, Niedernai és Saint-Nabor községekkel határos.

## Fekvése
Strasbourgtól 30 km-re fekvő település.

## Története

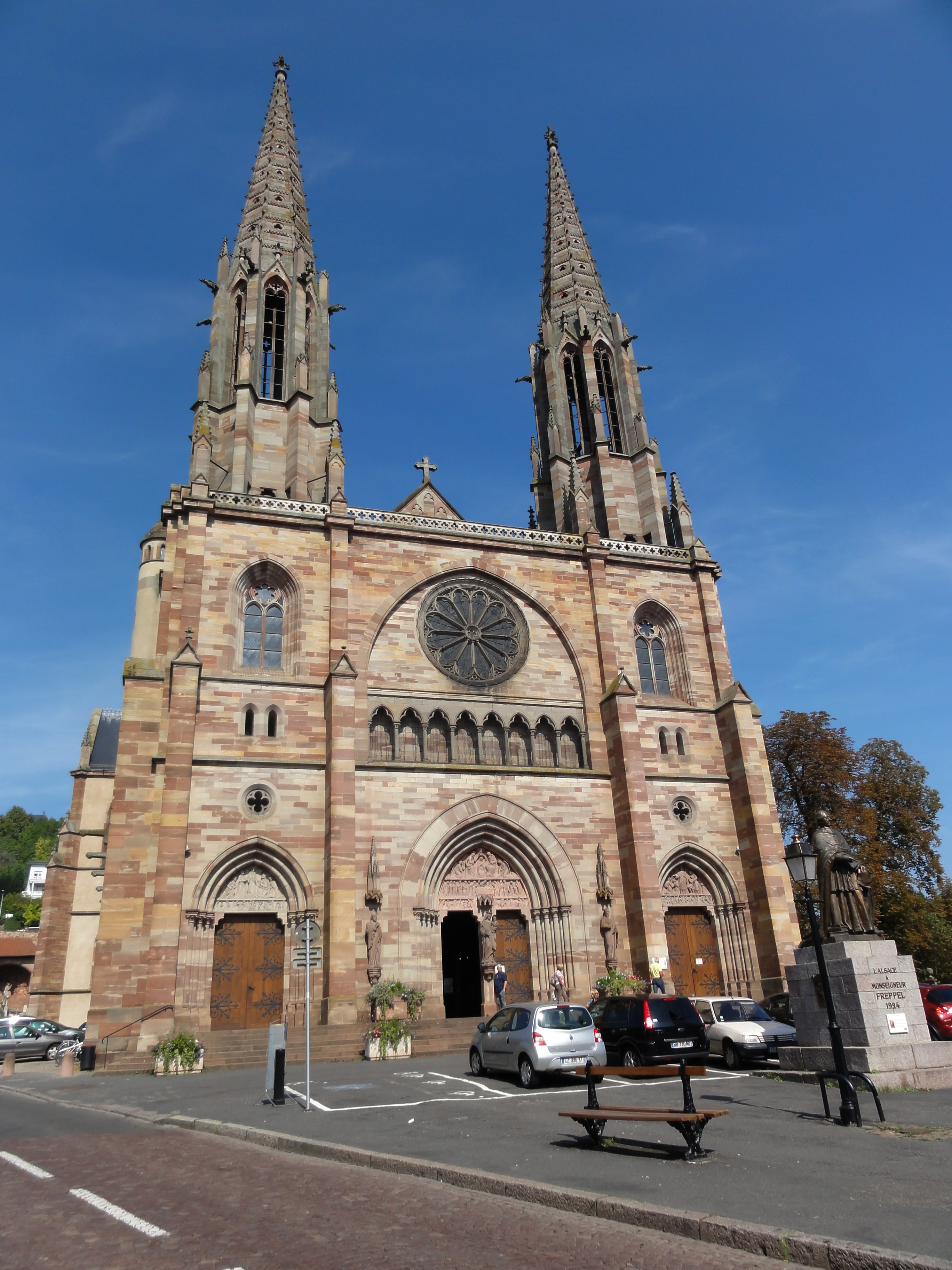
Szt. Péter-Pál templom

778-ban Ehinheim néven említették először, eredetileg frank település volt. A legenda szerint itt született a 7. században Szent Ottília (Odile), az elzászi gróf lánya, aki megalapította a Saint Odile kolostort. 
1242-ben Oberehnheim néven említik. 1240-ben városi rangot kapott. 1354-ben csatlakozott a elzászi Décapolehoz. 1444-ben a város is fontos szerepet játszott Armagnac védelmében. A 15. században Merész Károly is kísérletet tett megostromlására. 1587-ben a harmincéves háború idején Oberehnheim is súlyos károkat szenvedett.

## Nevezetességek
- Szent Péter és Pál templom
- A város látványosságai közé tartozik festői, ódon házakkal körülvett festői piactere, az itt álló búzaraktár 1554-ben épült
- Csillag-tér (Étoile)
- Helytörténeti múzeum, a városháza épületében kapott helyet

## Itt születtek, itt éltek
- Thomas Murner (1475-1537), ferences költő
- Charles-Émile Freppel (1827-1891), a francia katolikus püspök (Egyházmegye Angers) és egyháztörténész
- René Schickele (1883-1940), német-francia író, esszéíró, műfordító
- Charles Pisot (1910-1984) matematikus
- André Neher (1914-1988), zsidó filozófus

## Galéria

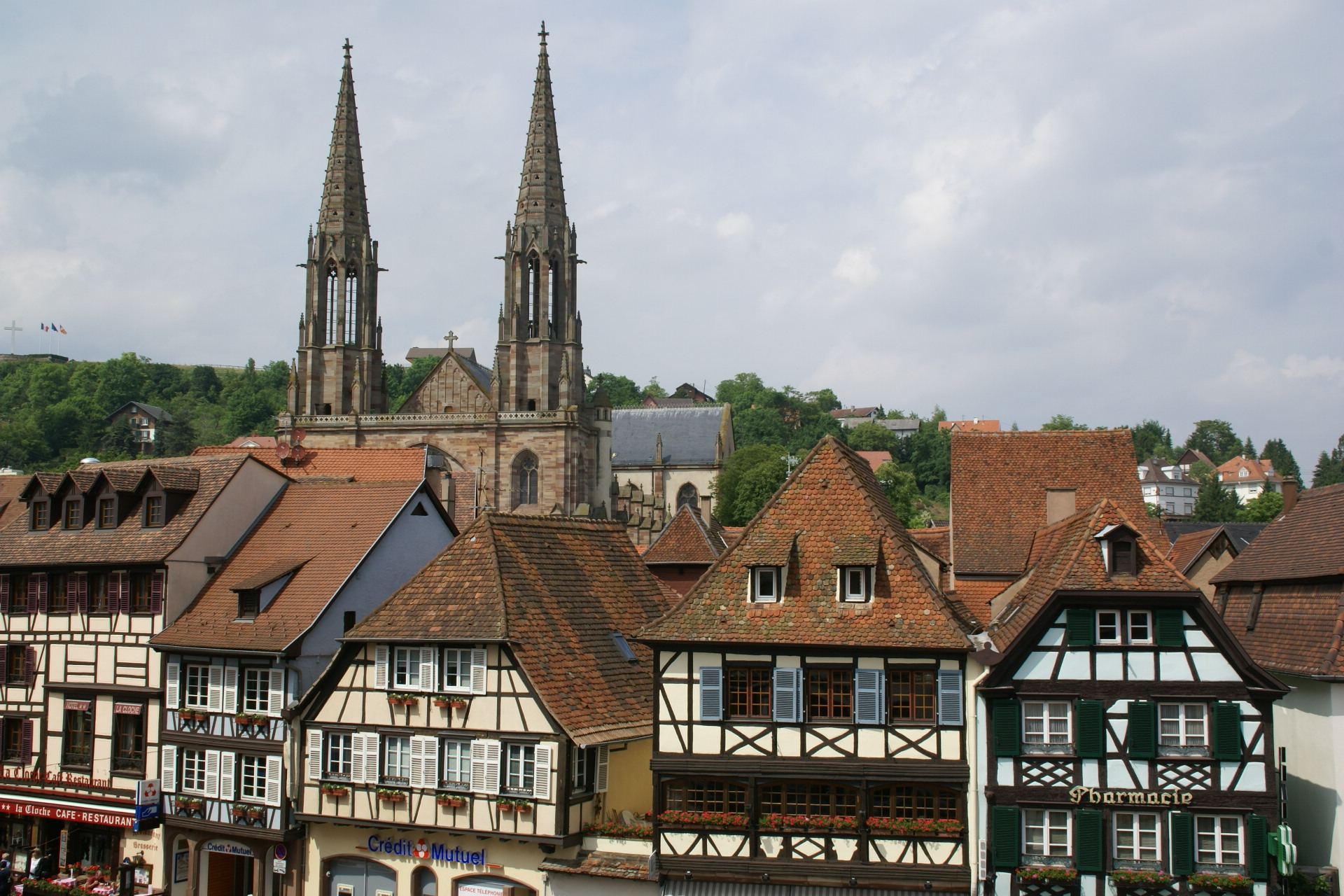
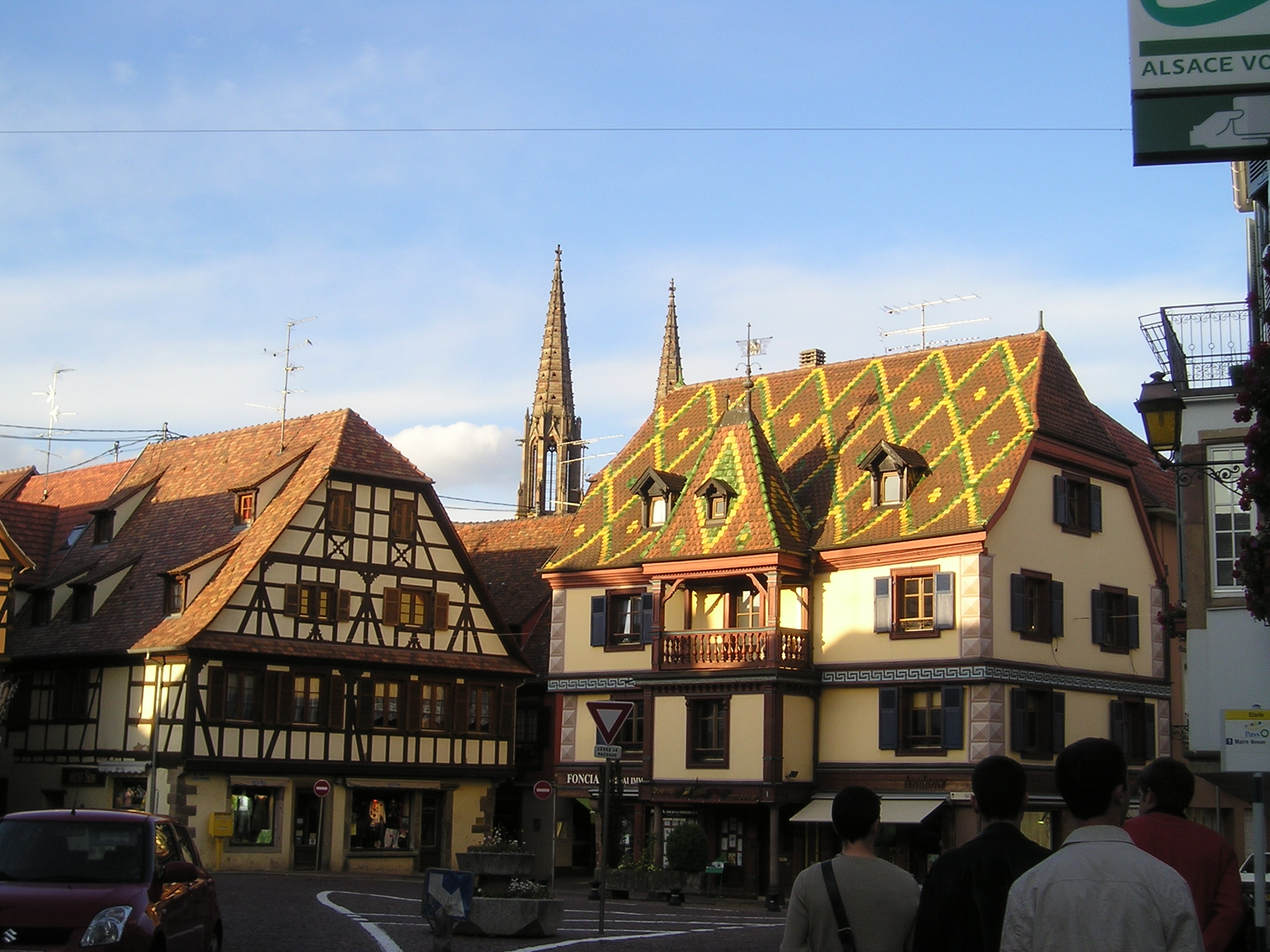
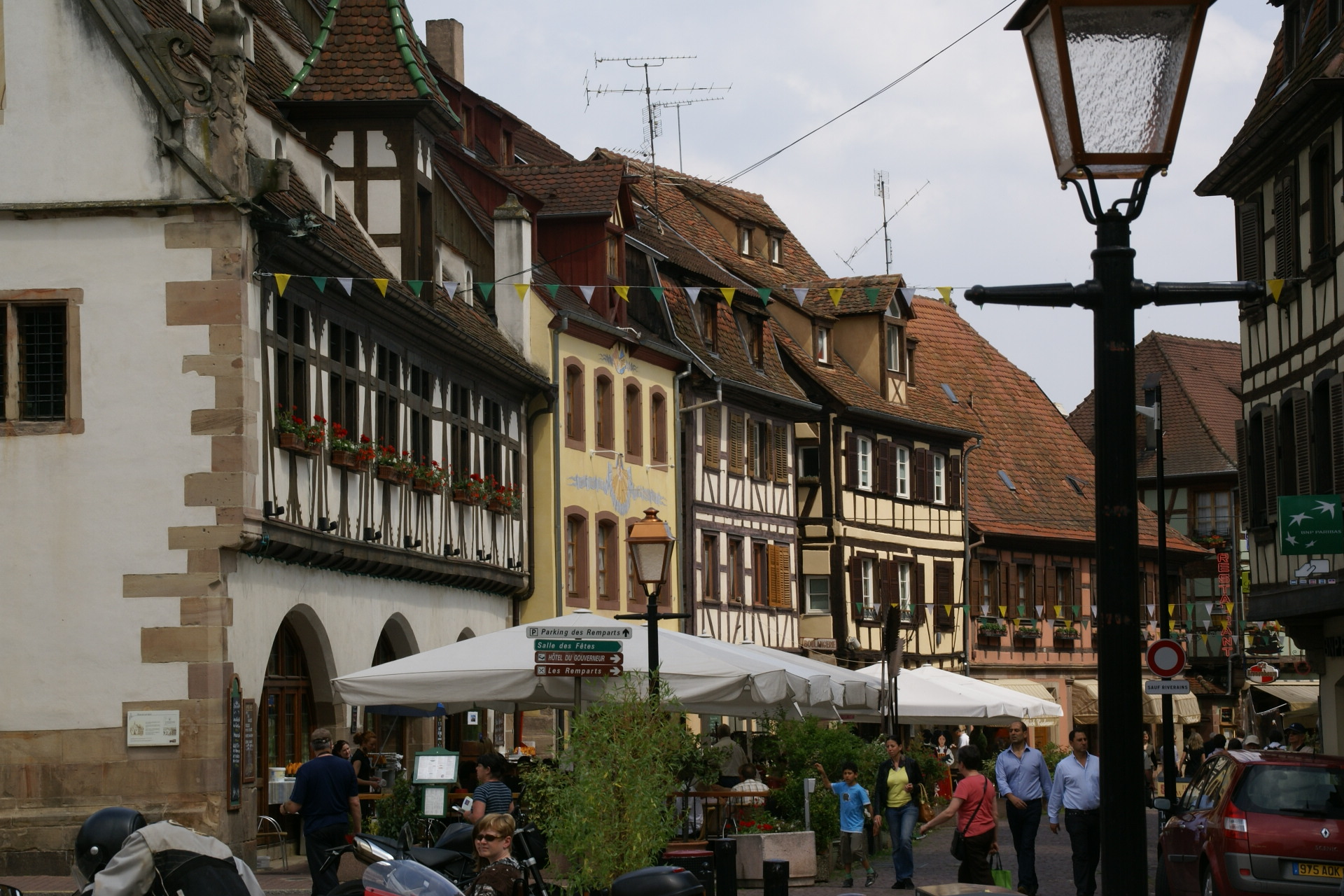
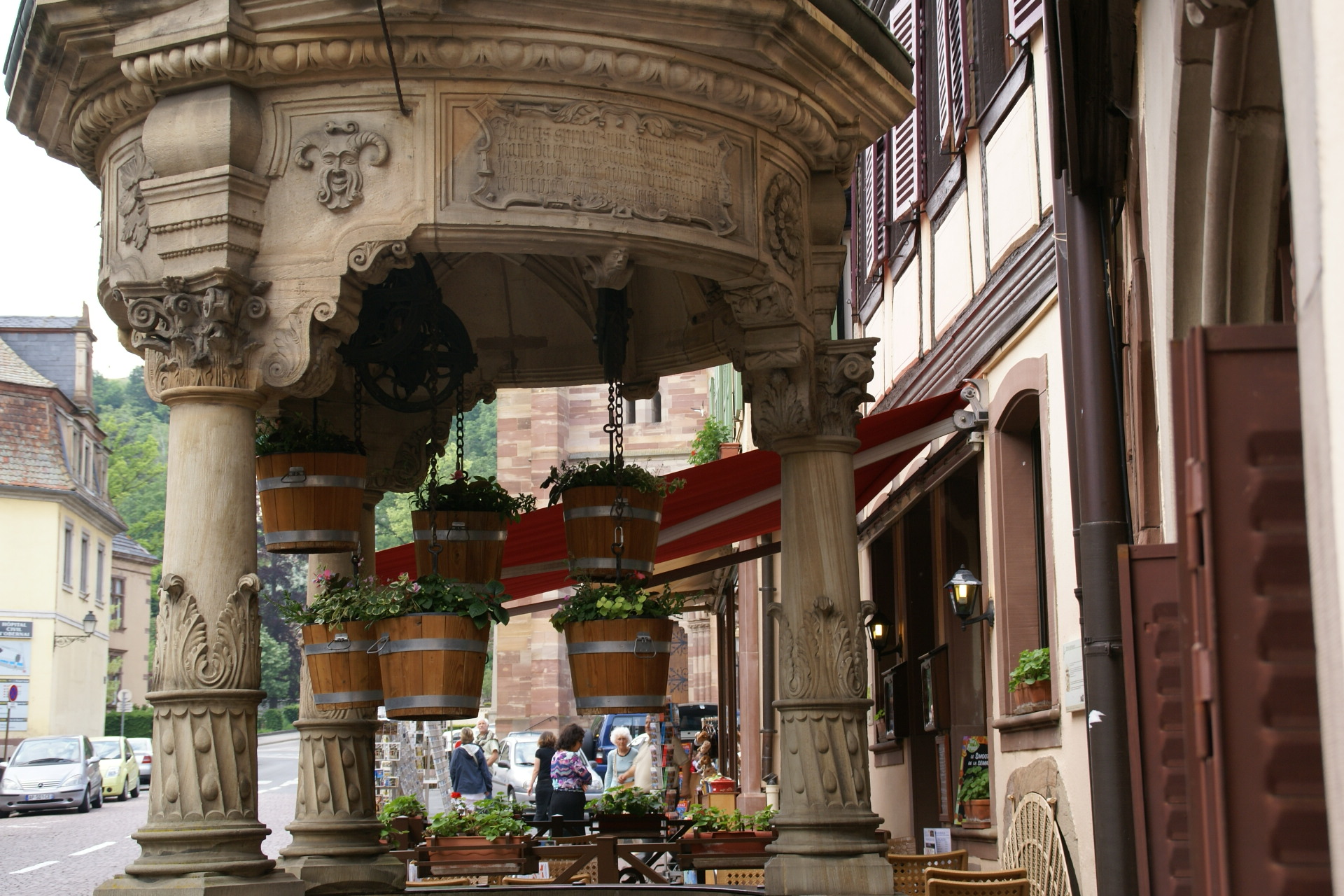
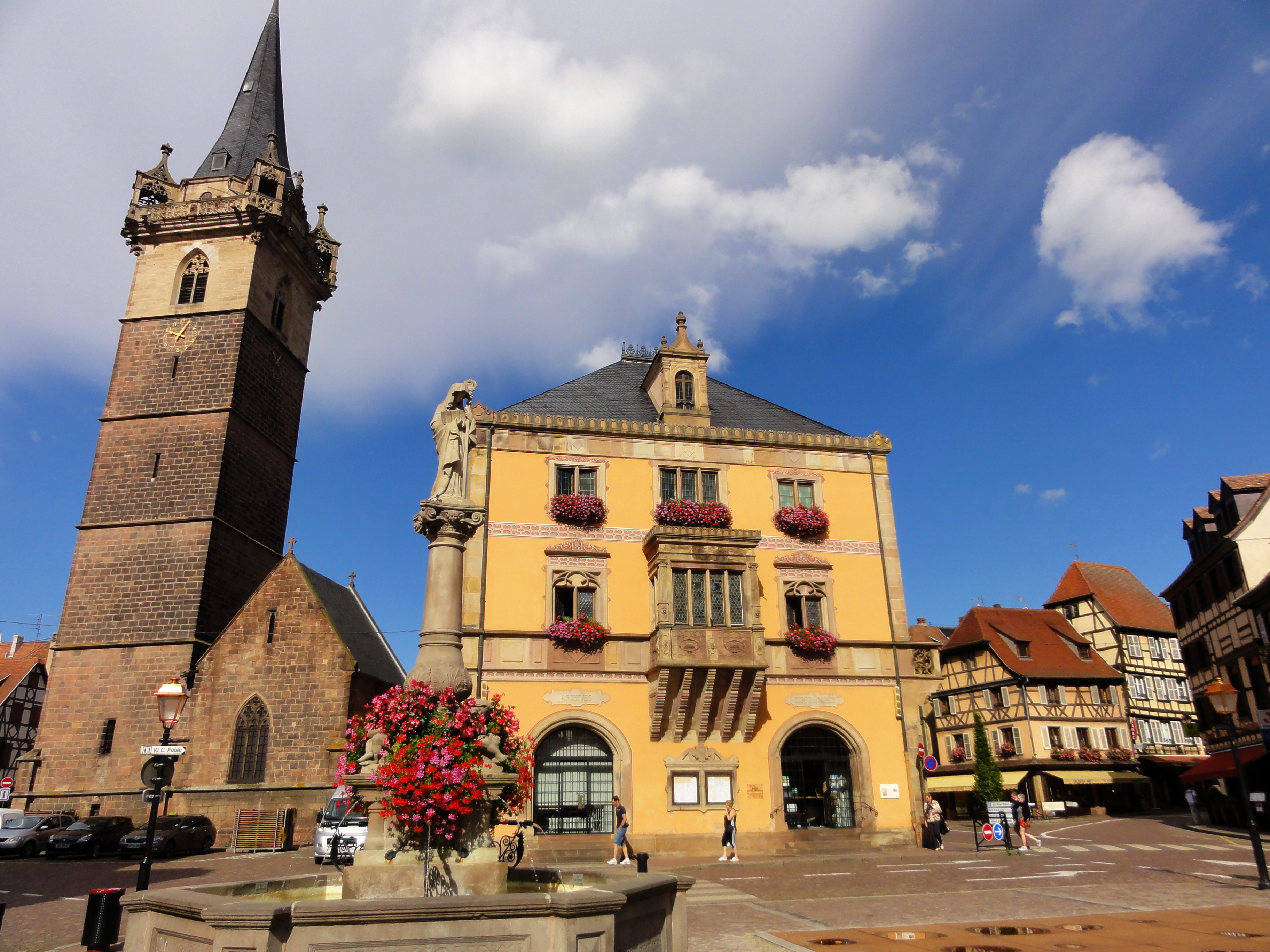
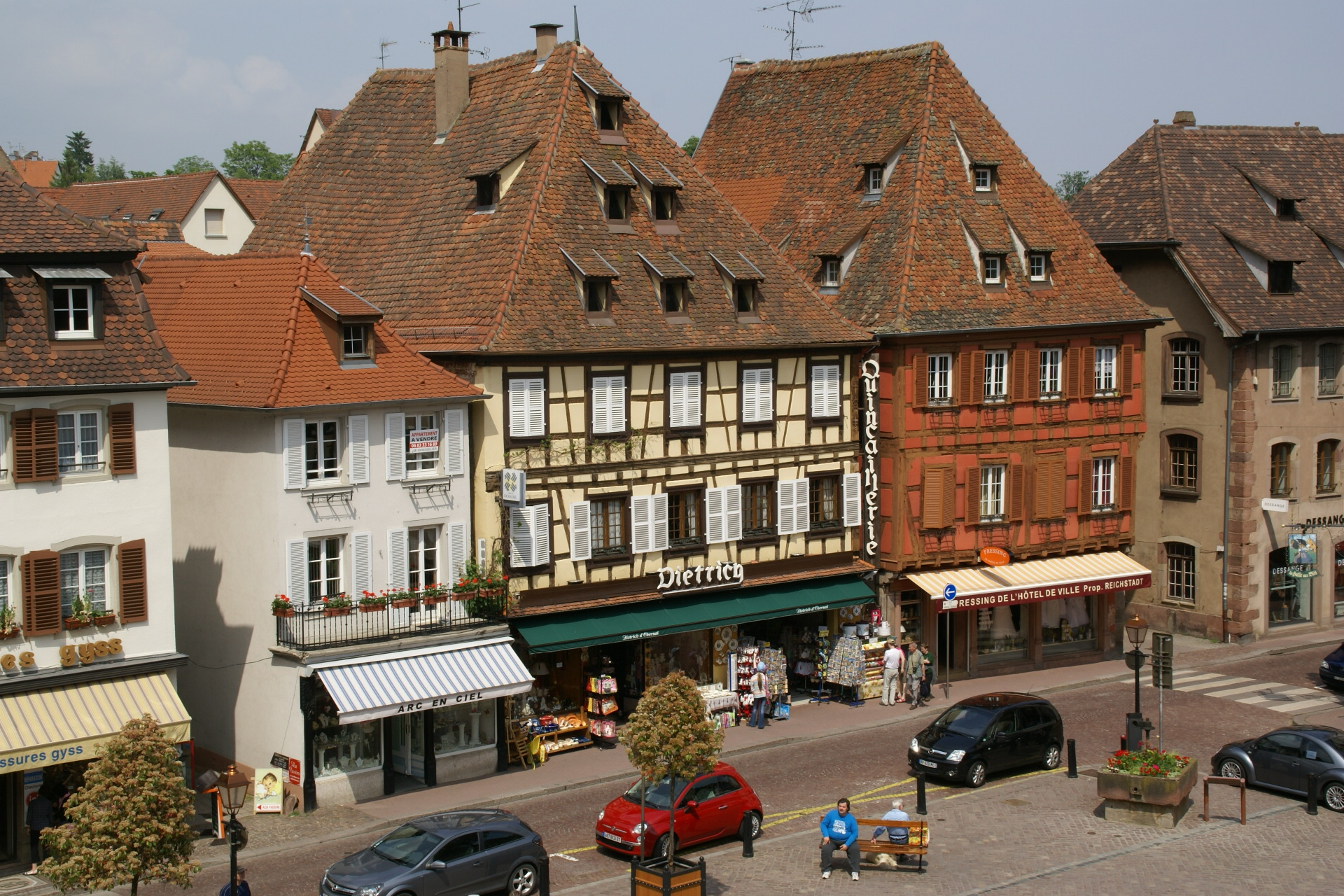
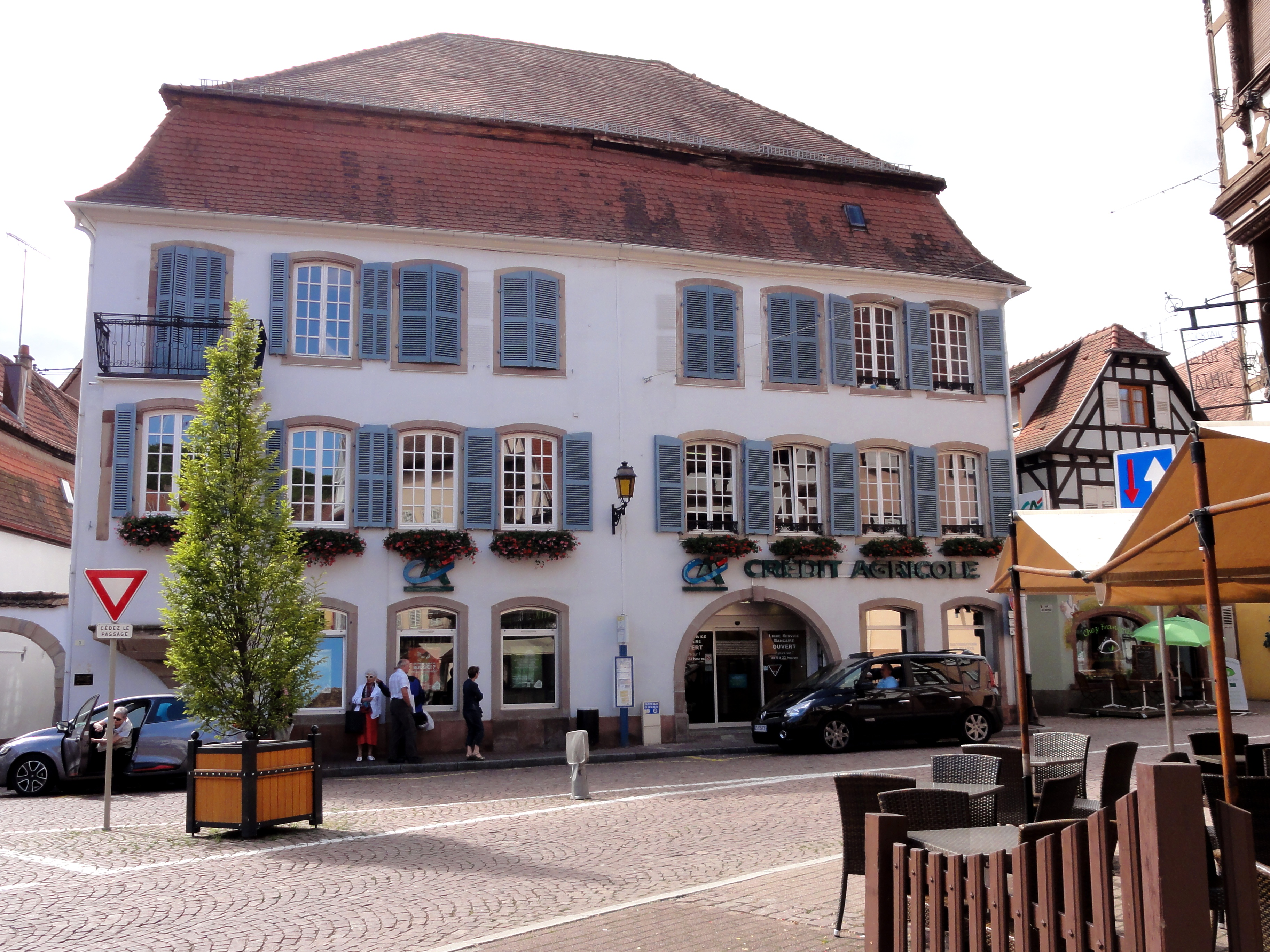
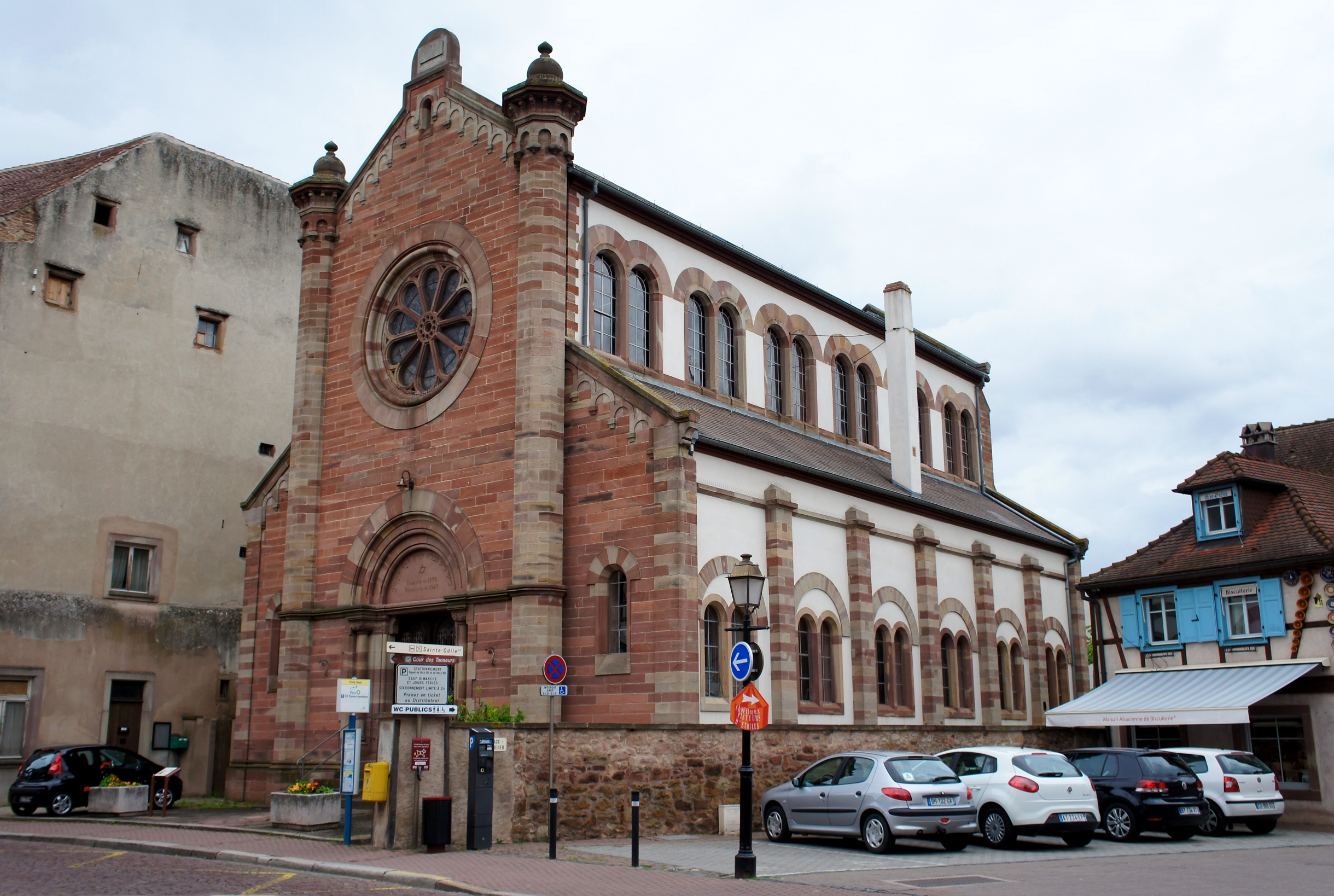
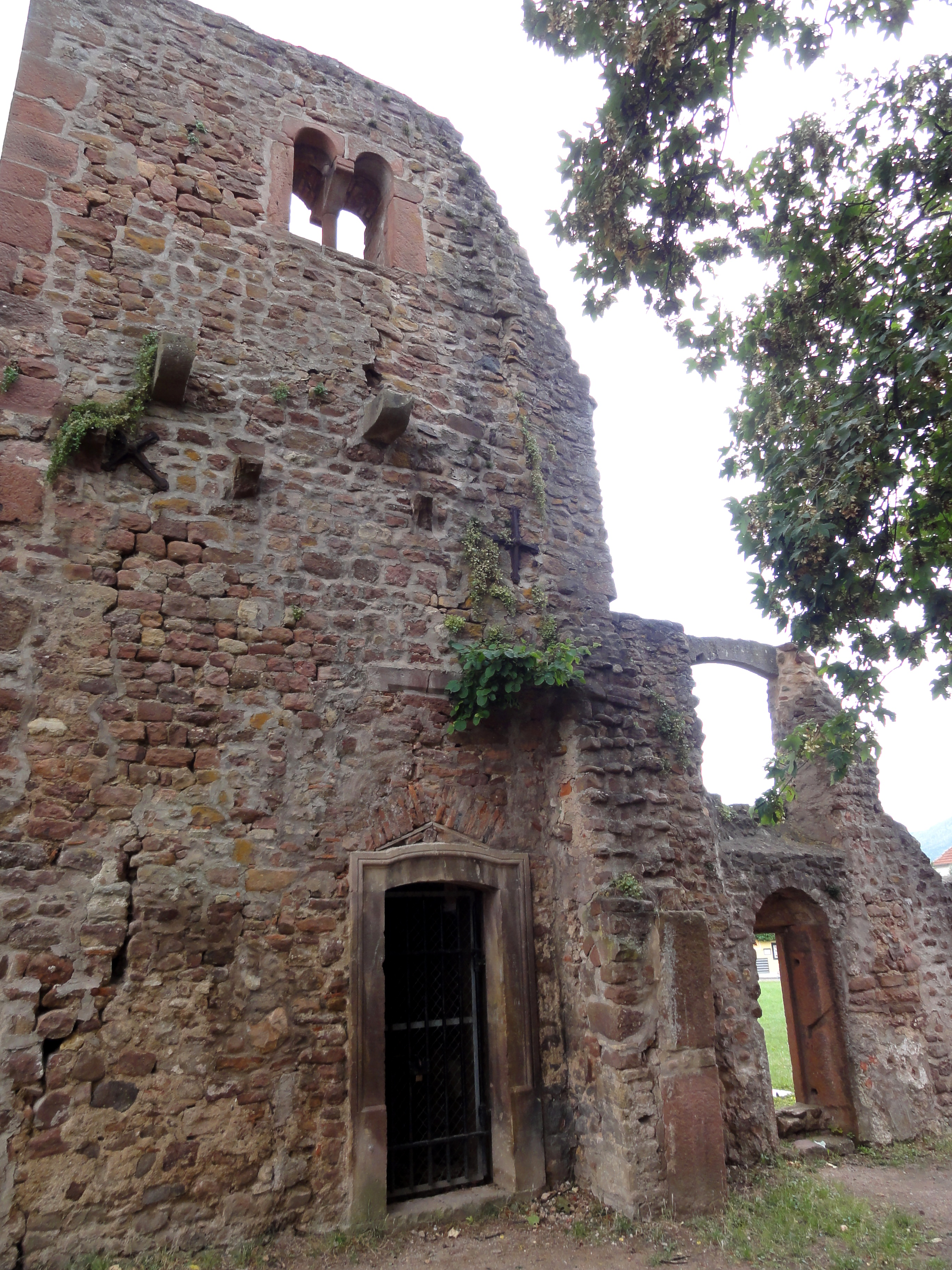